# 577
| [ Edytuj tabelę ]          |                                                   |
| Król Bernicji              | - 572 Teodoryk 579                                |
| Cesarz Bizancjum           | - 565 Justyn II 578                               |
| Król Essexu                | - 527 Aescwine 587                                |
| Król Franków               | - 561 Guntram I 592                               |
| Król Franków w Austrazji   | - 570 Childebert II 595                           |
| Król Franków w Neustrii    | - 567 Chilperyk I 584                             |
| Cesarz Japonii             | - 572 Bidatsu 585                                 |
| Król Kentu                 | - 560 Ethelbert I 616                             |
| Patriarcha Konstantynopola | - 565 Jan III Scholastyk 577 - 577 Eutychiusz 582 |
| Władca Korei               | - 559 P’yŏngwŏn 590                               |
| Król Longobardów           | - 572 Klef 584                                    |
| Papież                     | - 575 Benedykt I 579                              |
| Król Persji                | - 531 Chosrow I 579                               |
| Król Wessexu               | - 560 Ceawlin 592                                 |
| Król Wizygotów             | - 568 Leowigild 586                               |

Rok 577 / DLXXVII
stulecia: V wiek ~
VI wiek ~
VII wiek

lata: 567 «
572 «
573 «
574 «
575 «
576 «
577
» 578
» 579
» 580
» 581
» 582
» 587

## Wydarzenia
- Europa
  - Bitwa pod Dyrham; wojska Wessexu zdobyły Aque Sulis i Glevum

## Urodzili się
- Agaton, 79. papież (przybliżona data) (zm. 681)
- Ningyuan, chińska księżniczka (zm. 605)
- Usman ibn Affan, trzeci tzw. kalif prawowierny”, panujący w latach 644-656. (zm. 656)

## Zmarli
- 31 sierpnia – Jan III Scholastyk, Patriarcha Konstantynopola (ur. ok. 503)
- Aldat, biskup i święty
- Amina bint Wahb, matka Mahometa (ur. ok. 549)
- ŚwiętyBrendan, irlandzki mnich, założyciel opactwa w Clonfert (przybliżona data) (ur. ok. 484)
- Gao Heng, cesarz Północnego Qi (ur. 570)
- Gao Wei, cesarz Północnego Qi (ur. 557)
- Gao Yanzong, książę Północnego Qi
- Lu Lingxuan, szlachcianka Północnego Qi
- Mu Tipo, wysoki urzędnik Północnego Qi
- Xiao Zhuang, książę Dynastii Południowej (ur. 548)